# Josef Pühringer

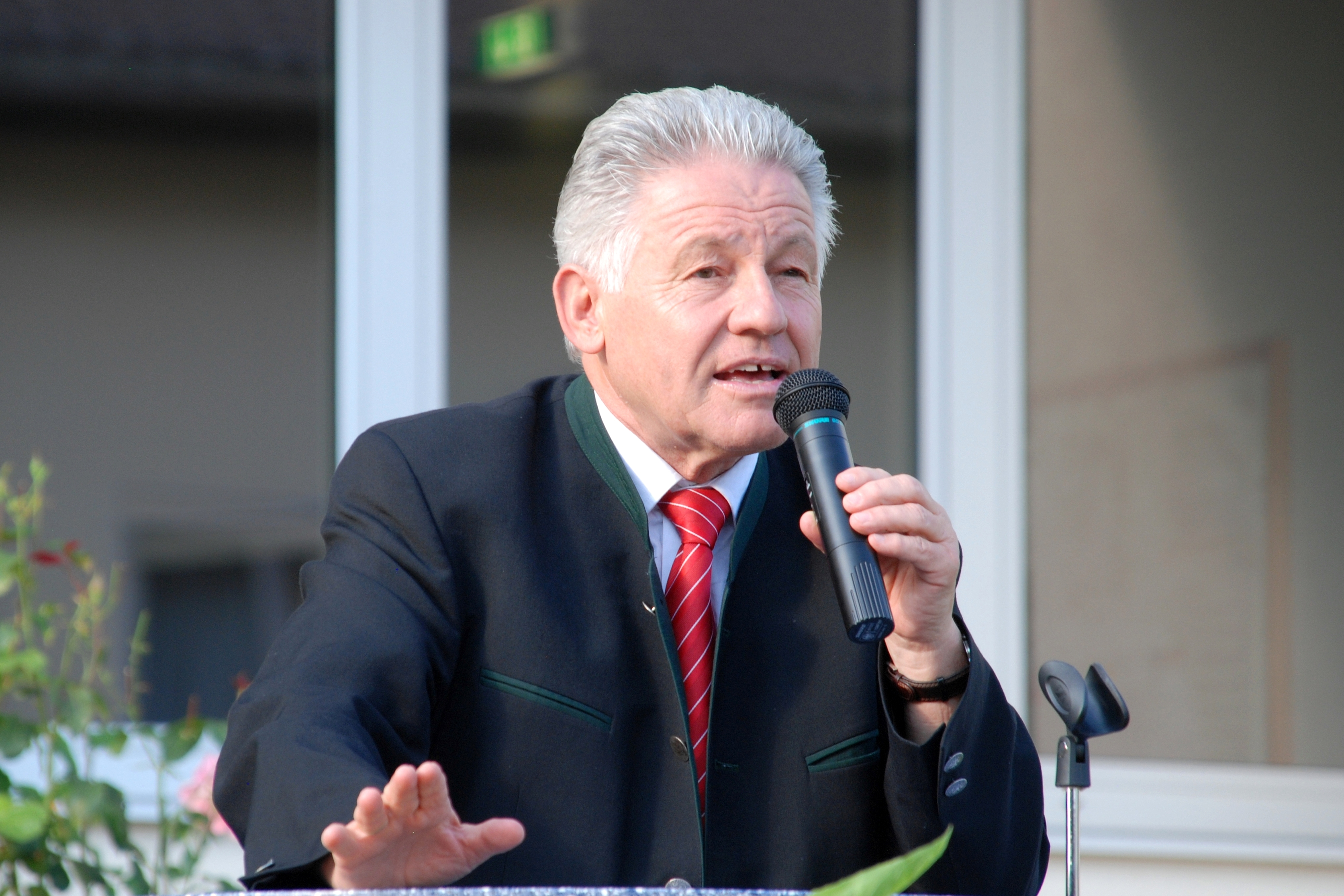
Josef Pühringer (2009)

Josef Pühringer (* 30. Oktober 1949 in Traun) ist ein ehemaliger österreichischer Politiker (ÖVP), der von 1995 bis 2017 als Landeshauptmann von Oberösterreich amtierte. Von 1995 bis 2017 war er Landesparteiobmann der Oberösterreichischen Volkspartei (OÖVP).

## Leben
Josef Pühringer wurde am 30. Oktober 1949 in Traun als Sohn des Schneidermeisters Josef Pühringer sen. und dessen Gattin Maria geboren und hat eine um zwei Jahre jüngere Schwester Maria. Nach seiner Matura 1970 am Adalbert-Stifter-Gymnasium in Linz studierte er Rechtswissenschaften an der Johannes Kepler Universität Linz. 1976 wurde er zum Doktor der Rechtswissenschaften promoviert. Während seines Studiums war er als Religionslehrer in Traun tätig. Seit 1989 ist Pühringer mit seiner Gattin Christa verheiratet. Aus dieser Ehe gingen drei Kinder, Katharina Maria (* 1991), Josef (* 1992) und Peter (* 1997), hervor.
Seine politische Karriere begann Josef Pühringer 1973 als Stadtrat seiner Heimatstadt Traun. 1974 bis 1983 war er Obmann der Jungen Volkspartei Oberösterreich. Ab 1981 war Pühringer Stadtparteiobmann der ÖVP Traun, und von November 1985 bis April 1988 amtierte er als Vizebürgermeister. Ab 1979 hatte Pühringer ein Mandat zum Oberösterreichischen Landtag inne, 1986/87 war er ÖVP-Landesparteisekretär, 1987 wurde er Landesrat unter Landeshauptmann Ratzenböck.
Von 11. Februar 1995 bis 1. April 2017 war Josef Pühringer Landesparteiobmann der OÖVP und von 2. März 1995 bis 5. April 2017 Landeshauptmann von Oberösterreich. 1997 sorgte seine „Dr. Joe“-Jugendkampagne für Aufsehen, als über Monate hinweg unbekannt war, wer hinter diesem Pseudonym stand. Ab 2003 führte Pühringer eine schwarz-grüne Koalition.
Anfang November 2007 übernahm Josef Pühringer das Amt des Präsidenten des Österreichischen Volksliedwerks.
Nach der Landtagswahl 2009 beschloss die Oberösterreichische Volkspartei bei ihrem Landesparteivorstand die Fortsetzung der schwarz-grünen Zusammenarbeit (Landesregierung Pühringer IV). Anders als 2003 wurde auch mit den anderen beiden Regierungsparteien, SPÖ und FPÖ, ein Manifest der Zusammenarbeit unterzeichnet. Bereits am 22. Oktober 2009 – einen Tag vor der Wahl des Landeshauptmannes im Oberösterreichischen Landtag – einigten sich die Parteien auf eine einstimmige Wiederwahl von Josef Pühringer als Landeshauptmann.
Am 24. Februar 2014 gab Pühringer bekannt, bei der Landtagswahl 2015 erneut zu kandidieren. Nach den Landtagswahlen 2015 wurde am 23. Oktober 2015 mit der Landesregierung Pühringer V in Oberösterreich erstmals eine Landesregierung mit einem schwarz-blauen Arbeitsübereinkommen im Rahmen einer Proporzregierung gewählt und angelobt. „Sechs Jahre werde ich nicht bleiben“, kündigte er zu diesem Anlass jedoch bereits an, dass er sich vor Ende der Legislaturperiode zugunsten seines designierten Nachfolgers Thomas Stelzer zurückziehen werde.
Am 9. Februar 2017 gab Pühringer bekannt, am 1. April 2017 einen Landesparteitag der OÖVP einzuberufen, um dort nicht mehr zu kandidieren. Sein damaliger Stellvertreter Thomas Stelzer wurde für das Amt des Landesparteiobmanns der OÖVP nominiert und beim Parteitag am 1. April 2017 mit 99,9 Prozent der Stimmen zum Nachfolger Pühringers gewählt.
Am 5. April 2017 legte Pühringer schließlich sein Amt als Landeshauptmann von Oberösterreich nieder. Auch in diesem Amt folgte ihm Stelzer am 6. April 2017 nach.
2017 folgte Pühringer Josef Ratzenböck als Obmann des Seniorenbundes Oberösterreich nach.
Pühringer kandidierte bei der Gemeinderatswahl im September 2021 in seiner Heimatgemeinde Traun aus Solidarität an 15. Stelle der Liste, also relativ weit hinten. Die ÖVP erreichte (wie zuvor 2015) zwölf Mandate. Aufgrund von 165 Vorzugsstimmen erhält Pühringer eines davon und will es annehmen.
Pühringer ist seit 2017 Vorsitzender der Pro-Oriente-Sektion Linz.

## Kontroversen
Mehrfach in der öffentlichen Kritik stand Pühringer in der Vergangenheit wegen seiner Teilnahme an einer Tanzveranstaltung deutschnationaler Burschenschaften in Linz.

## Auszeichnungen und Ehrungen
- 1996: Ehrensenator der Johannes Kepler Universität Linz
- 1997: Ehrenbürger der Gemeinde Perwang am Grabensee
- 1998: Großes Silbernes Ehrenzeichen am Band für Verdienste um die Republik Österreich[9]
- 1999: Kommandeur erster Klasse des königlich schwedischen Nordsternordens
- 1999: Ehrenring der Stadt Linz
- 2004: Offizier der Französischen Ehrenlegion
- 2005: Großkreuz des Silvesterordens[10]
- 2005: Großes Goldenes Ehrenzeichen am Band für Verdienste um die Republik Österreich[9]
- 2005: Medaille für besondere Verdienste um Bayern in einem Vereinten Europa
- 2006: Europäischer Karlspreis der Sudetendeutschen Landsmannschaft
- 2007: Bayerischer Verdienstorden
- 2010: Großer Verdienstorden des Landes Südtirol
- 2010: Ehrenbürger der Gemeinde St. Wolfgang im Salzkammergut
- 2011: Ehrenmitglied des St. Georgs-Ordens des Hauses Habsburg-Lothringen
- 2013: Großes Goldenes Ehrenzeichen für Verdienste um das Land Wien mit dem Stern
- 2013: Ehrenbürger von Bad Goisern a.H.
- 2015: Goldenes Komturkreuz mit dem Stern des Ehrenzeichens für Verdienste um das Bundesland Niederösterreich
- 2017: Großes Goldenes Ehrenzeichen des Landes Steiermark mit dem Stern[11]
- 2017: Kardinal-Opilio-Rossi-Medaille[12]
- 2018: Große Goldenes Ehrenzeichen des Landes Oberösterreich[13]
- 2024: Ernennung zum "Komtur des Ordens vom Heiligen Gregor des Großen"

### Ehrenmitgliedschaften
- 1983: Ehrenmitglied K.Ö.St.V. Siegfriedia zu Linz im Mittelschüler-Kartell-Verband (MKV)
- 1986: Ehrenmitglied K.Ö.St.V. Severina zu Linz im Österreichischen Cartellverband (ÖCV)
- 1999: Ehrenmitglied der K.A.V. Austro-Danubia Linz im ÖCV
- 2000: Ehrenmitglied der Kunstuniversität Linz
- 2000: Ehrenmitglied K.Ö.St.V. Kürnberg im ÖCV
- 2001: Ehrenphilister K.Ö.St.V. Nibelungia 1901 Linz im MKV
- 2008: Ehrenmitglied KAV Capitolina Rom im Cartellverband der katholischen deutschen Studentenverbindungen (CV)
- 2008: Ehrenmitglied K.Ö.St.V. Rugia Ried im MKV
- 2009: Ehrenmitglied K.Ö.St.V. Flavia Lambach im MKV